# Steinbach (Goldach)
Der Steinbach ist ein Bach des Isen-Sempt-Hügellandes in bayerischen Landkreis Erding im Bereich der Gemeindegrenze von Sankt Wolfgang zur Stadt Dorfen. Nach etwa 31⁄2 km langem Lauf erst nach Norden, dann nach Nordwesten mündet er bei der Einöde Mayerhof der Gemeinde von rechts in die Goldach.

## Geographie

### Verlauf
Der Steinbach entsteht im etwa 3 km ostnordöstlich der Dorfmitte von Sankt Wolfgang gelegenen Teeholz. Dort im Wald laufen einige kurze Quelläste zusammen, deren längster auf etwa 573 m ü. NHN rund 200 Meter nordwestlich der Einöde Irlwirth der Gemeinde entspringt.
Der aus seinen Quellästen vereinte Steinbach fließt zunächst geschlängelt und in meist bewaldeter Talfurche nach Norden, wobei auf zwei Teilabschnitten die Stadtteilgemarkung Schiltern von Dorfen rechtsseits bis fast an den Lauf reicht. Nach über einem Drittel seines Weges wendet sich der Bach am rechtsseits angrenzenden Steinbacher Holz nach Nordwesten.
Die Schlingen des bald unter offenem Hügelhängen in einer Galerie fließenden Baches werden nun weiter, dem die Gemeindegrenze nun auf einem kurzen Laufabschnitts auch diesseits des linken Ufers folgt. Er durchquert ein weiteres Waldstück, in dem ihm die Straße von Steinbach nach Armstorf links an die Seite rückt, die ihm von nun an bis zur Mündung folgt. Bald fließt er danach in offenem Gelände und nähert sich dabei der am Flussufer stehenden Sankt Wolfganger Einöde Mayerhof. Dort mündet er nach etwa 3,4 km langem Lauf mit mittlerem Sohlgefälle von etwa 30 ‰ auf etwa 472 m ü. NHN und damit etwa 101 Höhenmeter unterhalb seines Ursprungs bei Irlwirth von rechts in die Goldach.

### Einzugsgebiet
Der Steinbach hat ein etwa 2,6 km² großes Einzugsgebiet, das zum Naturraum des Isen-Sempt-Hügellandes gehört. Die mit etwa 581 m ü. NHN beiden höchsten Punkte liegen nahe bei Sankt Wolfgang-Irlwirth auf der südlichen und nahe bei Sankt Wolfgang-Aschau auf der westlichen Wasserscheide. Etwa auf einem Drittel des Gebietes steht Wald, das offene Gebiet ist aus Äckern und Wiesen gescheckt.
Den merklich größeren Gebietsanteil hat die Gemeinde Sankt Wolfgang, deren Gemarkung mehrfach auch weit übers rechte Ufer hinüberreicht, den kleineren die Stadtteilgemarkung Schiltern von Dorfen. Die Besiedlung ist in Gestalt einiger kleine Orte über meist die Hügelkämme des Gebietes verstreut, die größten davon sind der Sankt Wolfganger Weiler Steinbach dicht an der westlichen Wasserscheide und der Schilterner Weiler Zettl überwiegend jenseits der östlichen.
Reihum grenzen die Einzugsgebiete der folgenden Nachbargewässer an.
- Im Südwesten fließt der Schachener Graben zur Goldach oberhalb des Steinbachs;
- im Westen erreicht ein anscheinend namenloser Bach die Goldach weiter unterhalb, aber noch vor dem Steinbach nahe der Krähmühle von Sankt Wolfgang;
- im Nordosten fließen weitere Bäche nunmehr unterhalb in die Goldach;
- im Osten führt der Burgberger Bach den Abfluss zur anderen Seite zum Rimbach, einem noch tieferen Zufluss der Goldach;
- im Süden liegt das Quellgebiet des Rimbachs selbst.

### Zuflüsse und Seen
Auch unterhalb des Zusammenflusses seiner kurzen Quellbäche hat der Steinbach noch ein halbes Dutzend Zuflüsse von links und rechts, deren Längen alle unter 0,7 km bleiben und deren Einzugsgebiete allenfalls 0,3 km² Größe erreichen. Sie fließen, wie der Ober- und Mittellauf des Steinbachs selbst, größtenteils in bewaldeten Geländerinnen.

## Geologie
Das Gewässersystem des Steinbachs hat sich in pleistozäne Geschiebemergel oder -lehme der Würm-Kaltzeit eingegraben. Nach seinen letzten Zuflüssen teuft sich der Steinbach noch in die darunterliegende Obere Süßwassermolasse. Die südliche und südwestliche Wasserscheide ist mit pleistozänem Lösssediment überlagert.

### BayernAtlas („BA“)
Amtliche Online-Gewässerkarte mit passendem Ausschnitt und den hier benutzten Layern: Lauf und Einzugsgebiet des Steinbachs

Allgemeiner Einstieg ohne Voreinstellungen und Layer: BayernAtlas der Bayerischen Staatsregierung (Hinweise)
1. 1 2 3  Höhe abgefragt auf dem Hintergrundlayer Amtliche Karte (Rechtsklick).
2. 1 2  Länge abgemessen auf dem Hintergrundlayer Amtliche Karte.
3. 1 2  Einzugsgebiet abgemessen auf dem Hintergrundlayer Amtliche Karte.
4. ↑  Geologie nach dem Layer Geologischen Karte 1:25.000.

### Sonstige
1. ↑  Günther Michler: Geographische Landesaufnahme: Die naturräumlichen Einheiten auf Blatt 181 München. Bundesanstalt für Landeskunde, Bad Godesberg 1994. → Online-Karte (PDF; 4,4 MB)